# Южно-Американская епархия РПЦЗ (А)
Сан-Па́ульская и Южно-Америка́нская епа́рхия — епархия РПЦЗ (А) в Южной Америке с кафедрой в Сан-Паулу. Правящий архиерей — архиепископ Григорий (Петренко).

## История
17 мая 2007 года в Москве состоялось подписание Акта о каноническом общении, согласно которому РПЦЗ входила в состав Московского Патриархата на правах самоуправляемой церкви. Это было принято не всеми клириками и мирянами РПЦЗ. В связи с этим от Архиерейского синода РПЦЗ, возглавляемого митрополитом Лавром (Шкурлой), откололся ряд общин по всему миру, признав своим лидером епископа Агафангела (Пашковского), единственного иерарха РПЦЗ выступившему против подписания «Акта». В Южной Америке большинство приходов, священнослужителей и мирян РПЦЗ не приняли «Акта», перейдя в подчинение епископа Агафангела. Для восстановления нормальной церковной жизни было созвано Собрание представителей всех приходов РПЦЗ, на котором было решено учредить Временное высшее церковное управление с целью подготовки и организации V всезарубежного собора. На первом же заседании ВВЦУ был избран временный администратор Южно-Американской епархии, им стал протоиерей Георгий Петренко, настоятель Никольского собора в Сан-Паулу, пользовавшийся большим уважением среди прихожан.
30 июля 2009 года Южную Америку посетил Агафангел (Пашковский) ставший к тому времени первоиерархом РПЦЗ(А) в сане митрополита. 3 августа 2009 года он постриг протоиерея Георгия Петренко в монашество с наречением имени Григорий, а 8 августа возглавил его хиротонию в сан епископа Сан-Паульского и Южно-Американского.
23 апреля 2015 года скончался старейший клирик епархии митрофорный протоиерей Валентин Ивашевич.
1 ноября 2021 года от коронавирусной инфекции скончался митрофорный протоиерей Владимир Шленев.
1 ноября 2023 года архиепископ Южно-Американский Григорий (Петренко) совершил благослужение в храме Успения Божией Матери при женской обители и школе для девочек, существующей под началом игумении Иулиании (Зарзар). Настоятель данного прихода архимандрит Вениамин (Вознюк) молился и причастился за Божественной Литургией, и они, вместе и игуменией Иулианией, таким образом присоединились к Южно-Американской епархии РПЦЗ(А).

## Приходы и общины
Список приходов даётся согласно официальному сайту РПЦЗ (А). Приходы, де-факто не принадлежащие епархии, зачёркнуты.
Аргентина
- Воскресенский кафедральный собор (Буэнос-Айрес) — находится под контролем РПЦЗ (МП)
- Свято-Сергиевская церковь (Буэнос-Айрес)
- Свято-Владимирская церковь (Буэнос-Айрес) — снесена
- Свято-Троицкий собор (Буэнос-Айрес); При соборе: Братство преп. Сергия Радонежского
- Церковь Всех святых, в России просиявших (Буэнос-Айрес)
- Церковь и Усыпальница преп. Иоанна Многострадального Печерского (Буэнос-Айрес)
- Церковь в память Страшного Суда (Буэнос-Айрес) — захвачена бездомными (исп. okupas)
- Часовня Архистратига Михаила (Кордоба)
- Храм Покрова Пресвятой Богородицы (Трес Капонес, Провинция Мисионес)
- Храм Воздвижения Креста Господня (Обера, Провинция Мисионес) — не существует
- Церковь святого великомученика Димитрия Солунского (Сан-Исидро, Провинция Мисионес)
- Община святого равноапостольного князя Владимира (Барилоче, Провинция Рио-Негро)

Бразилия
- Покровская церковь (Нитерой)
- Свято-Николаевский собор (Сан-Паулу)
- Свято-Троицкий храм (Вила-Алпина, Сан-Паулу)
- Покровская церковь (Вила-Зелина, Сан-Паулу)
- Церковь преподобного Сергия Радонежского (Индианополис, Сан-Паулу)
- Храм преподобного Серафима Саровского (Карапикуиба, Сан-Паулу)
- Покровский храм (Педрейра, Сан-Паулу)

Парагвай
- Покровская церковь (Асунсьон) — находится под контролем РПЦЗ (МП)
- Свято-Николаевская церковь (Энкарнасион)

Уругвай
- Воскресенская церковь (Монтовидео)

Чили
- Храм Успения Божией Матери при женской обители и школе для девочек (Сантьяго)[11]

## Управляющие
- Агафангел (Пашковский) (май 2007 — 3 августа 2009)
- Григорий (Петренко) (с 3 августа 2009)